# James E. Sherrard III

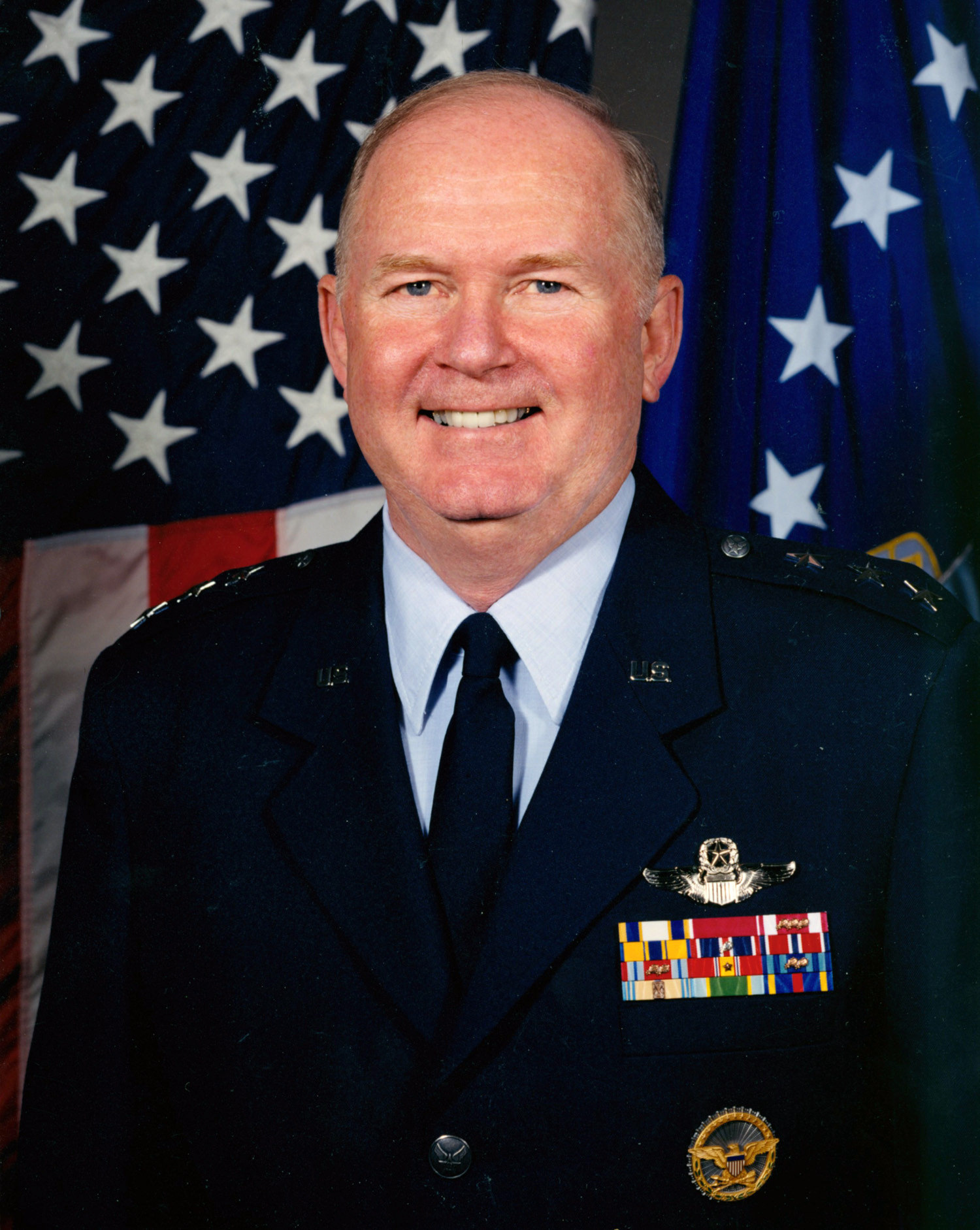
James E. Sherrard III

James Edward Sherrard III (* 1. Januar 1943 in Tutwiler, Tallahatchie County, Mississippi) ist ein pensionierter Generalleutnant der United States Air Force. Er war unter anderem Kommandeur der 4. Luftflotte, der 22. Luftflotte (Twenty Second Air Force) und des Air Force Reserve Commands.
Über das ROTC-Programm der University of Mississippi gelangte er im Jahr 1965 in das Offizierskorps der United States Air Force. Dort durchlief er anschließend alle Offiziersränge vom Leutnant bis zum Drei-Sterne-General.
Im Lauf seiner militärischen Karriere absolvierte er verschiedene Kurse und Schulungen. Dazu gehörten unter anderem eine Ausbildung zum Kampfpiloten und weitere Fortbildungskurse als Pilot neuer Flugzeugtypen und das Air War College auf der Maxwell Air Force Base in Alabama. Außerdem erhielt er einen akademischen Grad von der Troy University.
In seinen frühen Jahren als Offizier der Luftwaffe war er auf verschiedenen Stützpunkten in den Vereinigten Staaten stationiert. Dabei war er als Pilot, Flugausbilder oder Stabsoffizier bei unterschiedlichen Einheiten tätig. Dazwischen absolvierte er die erwähnten Schulungen. Zwischen August 1966 und Dezember 1970 gehörte er auf der Sheppard Air Force Base in Texas in unterschiedlichen Funktionen einem gemeinsamen amerikanisch-deutschen Flugausbildungsprogramm an. Später war er vor allem in Reserveeinheiten aktiv.
Zwischen Juli 1981 und Oktober 1984 kommandierte er in Ohio als Oberstleutnant die 910th Tactical Airlift Group. Dabei handelte es sich um eine Reserveeinheit, die der 22. Luftflotte unterstand. Danach wurde er auf die Robins Air Force Base in Georgia versetzt. Dort leitete er zwischen Oktober 1984 und August 1986 die Stabsabteilung für Planungen, Programme und Personal (Deputy Chief of Staff for Plans, Programs and Manpower) im Hauptquartier des Air Force Reserve Commands.
Seine nächste Mission führte ihn zum Billy Mitchell Field in Wisconsin, wo er zwischen August 1986 und Januar 1988 das 440. Transportgeschwader (440th Tactical Airlift Wing) kommandierte, das ebenfalls eine Reserveeinheit war und der 22. Luftflotte unterstand. Es folgte eine Versetzung zur Kelly Air Force Base in Texas, wo er bis zum Februar 1990 den Oberbefehl über das 433. Transportgeschwader (433rd Military Airlift Wing) hatte. Dieses unterstand der 4. Luftflotte.
Am 4. Februar 1990 übernahm James Sherrard III als Nachfolger von James C. Wahleithner das Kommando über die 4. Luftflotte. Dieses Amt bekleidete er bis zum 1. Juli 1993 als Wallace W. Whaley seine Nachfolge antrat. In der Folge wurde er auf die Robins AFB in Georgia versetzt. Dort war er zwischen Juli 1993 und Oktober 1994 und später nochmals von Januar 1995 bis Januar 1998 stellvertretender Kommandeur des Air Force Reserve Commands. Dazwischen kommandierte er zwischen Oktober 1994 und Januar 1995 die 22. Luftflotte. Dieses Kommando hatte er zwischen Januar und September 1998 noch einmal inne.
Am 25. September 1998 wurde Sherrard neuer Kommandeur des auf der Robins AFB in Georgia ansässigen Air Force Reserve Commands. Gleichzeitig leitete er im Hauptquartier der Air Force deren Stabsabteilung für die Luftwaffenreserve (Chief of Air Force Reserve, Headquarters U.S. Air Force). Diese Ämter bekleidete er bis zum 1. Juni 2004. Anschließend schied er aus dem aktiven Militärdienst aus.
Während seiner aktiven Zeit als Militärpilot absolvierte er über 5000 Flugstunden auf verschiedenen Flugzeugtypen.

## Daten der Beförderungen
| Abzeichen | Rang               | Jahr             |
| --------- | ------------------ | ---------------- |
|           | Second Lieutenant  | 6. Juni 1965     |
|           | First Lieutenant   | 1. August 1968   |
|           | Captain            | 2. Dezember 1970 |
|           | Major              | 30. April 1975   |
|           | Lieutenant Colonel | 10. Oktober 1979 |
|           | Colonel            | 1. Mai 1984      |
|           | Brigadier General  | 1. Juli 1988     |
|           | Major General      | 12. August 1992  |
|           | Lieutenant General | 24. Mai 2001     |

## Orden und Auszeichnungen
James Sherrard III erhielt im Lauf seiner militärischen Laufbahn unter anderem folgende Auszeichnungen:
- Air Force Distinguished Service Medal
- Legion of Merit
- Meritorious Service Medal
- Air Force Commendation Medal
- Air Force Outstanding Unit Award
- Air Force Organizational Excellence Award
- Combat Readiness Medal
- National Defense Service Medal
- Armed Forces Reserve Medal